# Красный Клин (Башкортостан)
Красный Клин (баш. Красный Клин) — деревня в Альшеевском районе Республики Башкортостан России, входит в состав Зеленоклиновского сельсовета.

## Географическое положение
Расстояние до:
- районного центра (Раевский): 35 км,
- центра сельсовета (Зелёный Клин): 10 км,
- ближайшей железнодорожной станции (Раевка): 35 км.

## История
Основана в 1930‑е годы как посёлок работников одного из отделений Альшеевского совхоза и их семей. С 1939 года значилась как посёлок Красно-Клиновского отделения Раевского совхоза. В 1991 году посёлок был исключён из состава Байдаковского сельсовета и передан в образованный Зеленоклиновский сельсовет (Указ Президиума ВС Башкирской ССР от 18.09.91 N 6-2/313 «Об образовании Зеленоклиновского сельсовета в Альшеевском районе»).
Законом Республики Башкортостан от 20 июля 2005 года N 211-з «О внесении изменений в административно-территориальное устройство Республики Башкортостан в связи с образованием, объединением, упразднением и изменением статуса населенных пунктов, переносом административных центров» статус населённого пункта изменён на деревню.
До 10 сентября 2007 года называлась Деревней Красноклиновского отделения Раевского совхоза. Переименована согласно Постановлению Правительства РФ от 10 сентября 2007 г. N 572 «О присвоении наименований географическим объектам и переименовании географических объектов в Республике Адыгея, Республике Башкортостан, Ленинградской, Смоленской и Челябинской областях», вместе с 12 другими населёнными пунктами района.

## Население
| 2002 | 2009 | 2010 |
| ---- | ---- | ---- |
| 245  | ↗279 | ↘238 |

Историческая численность населения: в 1939—171 чел.; 1959—310; 1989—219.

## Инфраструктура
основная школа, фельдшерско-акушерский пункт, клуб.